# Zhou Prédynastiques
Sauf précision contraire, les dates de cet article sont sous-entendues « avant l'ère commune » (AEC), c'est-à-dire « avant Jésus-Christ ».
vers 1150 av. J.-C. – 1045 av. J.-C.
Entités précédentes :
Entités suivantes :
- Dynastie Zhou

Les Zhou Prédynastiques ou Proto-Zhou( chinois : 先周) font référence à l'État de Zhou qui existait dans la région de Guanzhong, dans l'actuelle province chinoise du Shaanxi, pendant la période de la dynastie Shang de l'histoire de la Chine. Cette période s'achève avec la guerre entre les Zhou et les Shang, qui se conclut par la chute des Shang en 1046/1045 av. J.-C. et l'établissement de la dynastie Zhou. les Proto-Zhou sont gouvernés par le clan Ji. Selon les chroniques officielles, à un moment de leur histoire, les Zhou prédynastiques deviennent des vassaux des Shang, agissant comme leur allié jusqu'à ce que leur influence dépasse celle de la dynastie.
Les documents sur les Zhou prédynastiques proviennent de deux sources.
La première, ce sont les archives des dynasties régnantes. Pour la dynastie Shang, celles concernant les Zhou sont des inscriptions oraculaires sur des os et des écailles de tortue. Les textes Shang sur les Zhou concernent principalement le règne du roi Wu Ding et des derniers monarques Shang. Après la chute de Shang, le clan Ji fonde la dynastie Zhou et commence à écrire son propre récit des générations précédentes, générant ses propres archives.
La seconde source, ce sont les textes écrits en dehors des cours, les deux plus importants étant le Classique des documents et les Annales de Bambou. Bien des siècles plus tard, ces deux livres serviront de source à Sima Qian lorsqu'il écrira son Histoire de la Chine, le Shiji (史記 / 史记, Shǐjì).

## Tentatives pour établir une chronologie
La date à partir de laquelle les historiens sont certains d'avoir une chronologie fiable des événements est 841 av. J.-C., ce qui correspond au début de la régence de Gonghe. L'histoire des Zhou prédynastiques commence environ trois siècles plus tôt, ce qui complique la tâche des historiens lorsqu'il s'agit d'établir la date de certains événements, en particulier les dates de début et de fin de cette période. On sait qu'ils sont les vassaux des Shang durant quatre générations, de Gugong Danfu à Ji Fa; ce dernier réussissant à renverser  les Shang et fonder la dynastie Zhou. Cependant, il existe très peu de documents détaillant les années du règne de Danfu, au point que l'année exacte de la fin de son règne préoccupe plus l'historiographie moderne que ses contemporains. Les textes officiels Zhou enregistrent divers événements astronomiques, dont la durée peut être calculée par des lois scientifiques ; cela donne un avantage pour décider de la période exacte.
En 1996, le gouvernement chinois lance un projet multidisciplinaire, le Projet de chronologie Xia – Shang – Zhou, pour déterminer avec précision les localisations géographiques et les périodes des Dynasties Xia, Shang et Zhou. Selon les résultats préliminaires, qui sont publiés en l'an 2000, le règne de Gugong Danfu commence en l'an 1158 av. J.-C., soit durant le règne du roi Geng Ding de la dynastie Shang. Selon les mêmes sources, son fils Jili aurait régné entre 1126 av. J.-C. et 1101 av. J.-C., ce qui indique qu'il est mort en même temps que le roi Wen Wu Ding de la dynastie Shang.
D'après les résultats du projet Xia-Shang-Zhou, Ji Fa prend la tête des Zhou prédynastiques en 1050 av. J.-C. Cependant, le sinologue américain David Shepherd Nivison, en se basant sur les informations fournies par les Annales de Bambou, a suggéré que la dynastie Shang a été fondée en 1558 av. J.-C.. En effet, selon les Annales du Bambou la prise de pouvoir du roi Wu a eu lieu 496 ans après celle de son prédécesseur. La date traditionnellement retenue pour cette prise de pouvoir est de 1122 av. J.-C., mais en combinant le contenu des annales et l'archéoastronomie Nivison suggère qu'il s'agit plutôt de 1045 av. J.-C.; ce qui marquerait donc la fin de la période des Zhou prédynastiques. Cette datation entre en contradiction avec le contenu du  "projet Xia – Shang – Zhou", comme la plupart de celles proposées par Nivison, qui rejette ou se méfie de la quasi-totalité des dates avancées dans le cadre de ce projet.

## Histoire

### Selon les archives de la cour des Shang
Il y a peu d'informations sur les Proto-Zhou dans les archives de la dynastie Shang, car ils sont considérablement éloignés du cœur du royaume Shang. Les plus anciennes mentions des Proto-Zhou remontent au règne de Wu Ding, soit d'environ 1250 av. J.-C. à 1192 av. J.-C. C'est de son règne que datent une grande partie de l'ensemble des inscriptions mentionnant les Proto-Zhou ; mais elles ne fournissent que le point de vue du roi sur les terres de ces derniers. Wu Ding fait référence au clan Ji et à ses subordonnés en employant le terme «Zhou Fang» (周方), une tradition de dénomination commune que les Shang utilisent pour s'adresser aux régimes politiques voisins du leur. À cette époque, les Proto-Zhou sont des vassaux des Shang, mais ils ne sont pas entièrement placés sous la suzeraineté de Wu Ding. La distance entre les deux entités est importante et les Proto-Zhou sont également séparés de Yin, la capitale des Shang, par de nombreux régimes politiques hostiles. Par conséquent, les textes oraculaires datant de l’époque de Wu Ding ne contiennent pas suffisamment d’informations.
Les textes laissé par Wu Ding tournent autour de ses inquiétudes concernant son vassal éloigné. Ces écrits ne sont pas des archives au sens moderne du terme, mais des textes divinatoires sur l'état de santé des soldats Zhou, des enquêtes sur les résultats des chasses des Zhou. À côté de cela, Wu Ding ne visite jamais le territoire des proto-Zhou et ne donne pas non plus l'ordre à ces derniers de lui fournir des hommes pour participer aux travaux de construction publics et aux guerres des Shang. De plus, malgré ses inquiétudes quant à la prospérité du peuple Zhou, il ne pose aucune question, ni ne fait aucune divination, concernant la réussite ou l'échec de leurs récoltes. Il se concentre principalement sur les tribus et les chefferies les plus proches, en particulier les Gui Fang et Tu Fang, qui se trouvent entre les régions centrales des Shang et le territoire du clan Ji.
À la mort de Wu Ding (vers 1200 av. J.-C.), les contacts entre les Shang et les Proto-Zhou déclinent. Le clan Ji, qui est alors toujours un vassal des Shang, ne rétablit son influence a la cour de ces derniers que sous le règne de Wu Yi (武乙, règne de 1147 à 1112 av. J.-C.),l'arrière-petit-fils de Wu. Pendant cette période, les Zhou prédynastiques sont dirigés par de Ji Jili (季歷). Les os oraculaire datant de cette époque mentionnent très peu les relations que Jili et ses descendants entretiennent avec les Shang. Les Proto-Zhou sont actifs en tant qu'alliés des rois, mais au fil du temps, leurs relations se modifient et s'enveniment au point qu'à l'époque des successeurs de Jili ils deviennent des rivaux. Ji Chang, l'avant-dernier seigneur des Proto-Zhou selon les archives, est appelé «bo» (aîné) de Zhou par les scribes Shang et même « Zhōufāng bó » (周方白) sur les inscriptions des os oraculaires des dernières années de la dynastie Shang. Après Ji Chang, c'est Ji Fa, un de ses fils, qui devient le dirigeant des Zhou prédynastiques. Vers 1046 av. J.-C., Di Xin, le roi régnant de la dynastie Shang, est en guerre avec les régimes politiques situés à l'Est de son territoire. Ji Fa saisit cette occasion et l'attaque. Les dernières forces Shang subissent une défaite fatale lors de la bataille de Muye et Di Xin se suicide après cet échec. C'est la fin de la dynastie Shang et le début de la dynastie Zhou.

### Selon les archives de la dynastie Zhou et les historiens ultérieurs
Contrairement à leurs prédécesseurs Shang, les rois Zhou tiennent des registres détaillés concernant leur époque prédynastique. Ces documents historiques correspondent au Shangshu, ou "Classique des documents", et aux annales de Bambou. Ces textes contiennent divers chapitres concernant les règnes des rois Shang à partir de celui de Wu Ding, ce qui correspond pour les Proto-Zhou aux périodes de Yayu, Gongshu Zulei, Gugong Danfu, Ji Jili, Ji Chang et Ji Fa. Bien des siècles plus tard, sous la dynastie Han, ces livres feront partie des sources utilisées par l'historien Sima Qian (145 - 86 av. J.-C.) pour rédiger sonShiji.
Les Zhou prétendent être des descendants de l'Empereur Jaune par l'intermédiaire de l'Empereur Ku. Les légendes disent que l'épouse de Ku, Jiang Yuan, a marché dans une empreinte magique et est miraculeusement tombée enceinte. Elle donne naissance à Hou Ji, qui est considéré comme étant le premier ancêtre des Zhou. Ce récit implique l'existence de relations familiales entre les Zhou et les Shang, puisque l'ancêtre légendaire des Shang, Xie, est le frère de Hou Ji.
Selon Sima Qian, l'existence des Zhou Prédynastiques débute lorsque Gugong Danfu déplace les membres de son clan de leur territoire de Bin vers une nouvelle colonie appelée Zhouyuan (周原), située près du mont Qi, le long de la rivière Wei. Ses deux fils aînés, Taibo et Zhongyong, auraient abandonné ce nouveau territoire et fui vers le sud pour finir par créer l'État de Wu sur le bas Yangtsé. C'est son plus jeune fils, Jili, qui hérite du Zhou et étend son territoire en lançant de nombreuses campagnes militaires contre les «barbares» Rong à proximité des terres des Shang. Son pouvoir grandissant est perçu comme une menace par le roi Wen Ding, qui le piège lors d'une embuscade tendue à un endroit appelé Saiku (chinois : 塞库). En 1101 av. J.-C., Wen Ding fait enfermer Jili dans un entrepôt local, puis l'y laisse mourir de faim. À la suite du décès de Jili, c'est son fils Ji Chang qui est choisi pour être le nouvel "aîné de Zhou".

#### Le plan de Ji Chang pour renverser les Shang
Dans la première moitié du XIe siècle av. J.-C., Ji Chang est affranchi par Di Xin et reçoit le titre de « Suzerain de l'Ouest », ce qui semble indiquer de bonnes relations entre les deux dirigeants. Mais cela n'empêche pas Di Xin d'être conscient de la montée en puissance des Zhou et il se prépare à passer à l'action. Di Xin assigne Chang à résidence à Youli. Selon certains récits, Ji Chang aurait été obligé de manger des galettes de viande, ou de la soupe, préparée à partir de la chair de son fils aîné Boyi Kao, qui venait d'être tué sur ordre du roi Xin; avant d'être libéré. En réalité, on sait que Boyi est décédé avant son père, mais la cause de sa mort n'est pas historiquement déterminée. Quant à libération de Ji Chang, elle intervient lorsque certains fonctionnaires de Di Xin, impressionnés par la droiture du chef, finissent par soudoyer le roi pour obtenir sa miséricorde et la grâce de Chang. Ji Chang est finalement libéré et autorisé à diriger à nouveau les Proto-Zhou. Là, il commence immédiatement à renforcer son État, afin de pouvoir renverser Di Xin. C'est à cette période qu'il aurait rencontré et recruté le stratège Jiang Ziya, futur duc de Qi et conseiller de grand talent.
Concernant Jiang, malgré les nombreuses allusions le concernant dans des textes de la période pré-impériale, on ne dispose d’aucune information précise sur lui; au point que l'on ignore si le récit de sa vie est un archétype du parcours du sage aux débuts difficiles et au succès tardif, ou se base sur des éléments réels.
Pour renforcer le pouvoir des proto-Zhou avant d'attaquer l'armée de Di Xin, Ji Chang lance de nombreuses campagnes visant à étendre son domaine. Ses cibles privilégiées sont les différentes entités politiques hostiles de longue date à la dynastie Shang, soit celles qui avaient déjà été affaiblies par Wu Ding près de 200 ans plus tôt. Après avoir expulsé les Quanrong, il se tourne vers les vassaux et les provinces Shang les plus proches des terres des  proto-Zhou. Il attaque le marquis de Chong, de la maison Hu, son pire ennemi, et le vainc; ce qui lui donne l'accès au gué de Meng, par lequel il pourra faire traverser son armée pour attaquer les Shang. Réussissant à acquérir et maintenir une grande puissance politique, économique et militaire, Chang finit par prendre le contrôle de la majorité des terres Shang. Cependant, il meurt vers 1050 av. J.-C., avant d'avoir eu le temps de mener à bien ses projets d'attaquer directement Di Xin. C'est son fils Ji Fa qui lui succède et est anobli en tant que 2eme suzerain de l'Ouest.
Ji Fa reprend à son compte la politique et le but de son père, qu'il mène à bien lors de la bataille de Muye. Son armée, bien mieux préparée en termes de puissance et de loyauté, écrase celle des Shang, avec le soutien de la quasi totalité des seigneurs régionaux qui avaient été soumis par son père. Vaincu, Di Xin se réfugie dans son palais et se suicide en l'incendiant. Les proches du dernier roi Shang, tels que Weizi et Wu Geng, sont capturés et deviennent des subordonnés de la nouvelle dynastie Zhou.

## Réécriture de la chute des Shang par les rois Zhou ultérieurs
L'histoire des Zhou prédynastiques sous le règne de Ji Chang, est revue et réécrite par les rois Zhou ultérieurs, du point de vue du Mandat du Ciel. Ce concept est une théorie philosophique mise en avant par les Zhou, qui détermine le droit d’un monarque à gouverner. Selon le principe du Mandat, un dirigeant est choisi par le Ciel et la volonté du Ciel est transmise à sa famille, qui est donc seule légitime à régner. Conformément aux traditions de succession patrilinéaire des Zhou prédynastiques, celui choisi par le Ciel doit être l'aîné des enfants mâles du dirigeant actuel. Le droit de gouverner d'une personne dépend de sa vertu ; si celui choisi est cruel et incapable, le Ciel a le pouvoir de le déposer et de le remplacer par un nouveau dirigeant. Ce remplacement est annoncé par des catastrophes naturelles et des événements astronomiques exceptionnels. Selon le récit de Zhou, le dernier roi Shang, Di Xin, était décadent et n'était donc plus autorisé à recevoir le Mandat du Ciel et c'est Ji Chang qui est alors nommé nouveau dirigeant par le Ciel:515–516.
En 1059 av. J.-C., deux phénomènes célestes inhabituels ont lieu. En mai, a lieu la conjonction planétaire la plus importante depuis cinq cents ans, les cinq planètes visibles à l'œil nu pouvant être observées dans la constellation du Cancer. Cette conjonction est suivie, quelque temps plus tard, par une apparition de la comète de Halley. Ji Chang observe ces phénomènes célestes et les interprète comme étant un message du Ciel le choisissant pour être le nouveau roi. L'interprétation de ces phénomènes astronomiques par Ji Chang va servir de base à la philosophie du Mandat du ciel, qui ira en se complexifiant au cours des siècles suivants. Les premiers documents, tels que les inscriptions sur le Da Yu Ding, décrivent le Mandat du ciel comme étant un véritable événement astronomique. Le terme utilisé pour décrire cet événement est «le grand commandement dans le ciel» (chinois : 天有大令).
Les documents officiels de l'époque n'indiquent pas directement que Ji Chang a reçu le Mandat du Ciel ; mais les textes anciens s'accordent tous pour dire qu'il a réellement obtenu la bénédiction divine afin de devenir le nouveau roi. Durant les générations suivantes, les Zhou développent ce concept pour en faire un système qui va être utilisé par les monarques et empereurs chinois pendant environ 3 000 ans. À partir de la dynastie Zhou, presque tous les dirigeants chinois utilisent le Mandat du Ciel comme moyen de légitimer leur droit à régner sur le «tianxia» (tout sous le Ciel).

## Dirigeants
- Ancêtre important: Gong Liu, qui organise la migration du clan vers Bin
- 1er dirigeant: Gugong Danfu, proclamé Roi Tai de Zhou  à titre posthume
- 2eme dirigeant: Jili, proclamé  Roi Ji de Zhou a titre posthume
- 3eme dirigeant: Wen Wang/Ji Chang, proclamé Roi Wen de Zhou à titre posthume
- Dernier dirigeant: Zhou Wuwang, qui renverse la dynastie Shang et fonde la Dynastie Zhou

La généalogie des dirigeants Zhou Prédynastiques qui suit a été établie en se basant sur les récits traditionnels :
|  |                                                    |  |  |  |  |  |  |  |  |  |  |  |  |  |  |  |
|  | Gongshu Zulei (1192 - 1158 av. J.-C.)              |  |  |  |  |  |  |  |  |  |  |  |  |  |  |  |
|  |                                                    |  |  |  |  |  |  |  |  |  |  |  |  |  |  |  |
|  |                                                    |  |  |  |  |  |  |  |  |  |  |  |  |  |  |  |
|  | Gugong Danfu (1158–1126 av. J.-C.)                 |  |  |  |  |  |  |  |  |  |  |  |  |  |  |  |
|  |                                                    |  |  |  |  |  |  |  |  |  |  |  |  |  |  |  |
|  |                                                    |  |  |  |  |  |  |  |  |  |  |  |  |  |  |  |
|  | Jili                                               |  |  |  |  |  |  |  |  |  |  |  |  |  |  |  |
|  |                                                    |  |  |  |  |  |  |  |  |  |  |  |  |  |  |  |
|  |                                                    |  |  |  |  |  |  |  |  |  |  |  |  |  |  |  |
|  | Tai Jiang de Pang                                  |  |  |  |  |  |  |  |  |  |  |  |  |  |  |  |
|  |                                                    |  |  |  |  |  |  |  |  |  |  |  |  |  |  |  |
|  |                                                    |  |  |  |  |  |  |  |  |  |  |  |  |  |  |  |
|  | Wen Wang (1125 av. J.-C. - 1050 av. J.-C.)         |  |  |  |  |  |  |  |  |  |  |  |  |  |  |  |
|  |                                                    |  |  |  |  |  |  |  |  |  |  |  |  |  |  |  |
|  |                                                    |  |  |  |  |  |  |  |  |  |  |  |  |  |  |  |
|  | Reine Tai Ren (une princesse de la dynastie Shang) |  |  |  |  |  |  |  |  |  |  |  |  |  |  |  |
|  |                                                    |  |  |  |  |  |  |  |  |  |  |  |  |  |  |  |
|  |                                                    |  |  |  |  |  |  |  |  |  |  |  |  |  |  |  |
|  | Zhou Wuwang (???? - 1043 av. J.-C.)                |  |  |  |  |  |  |  |  |  |  |  |  |  |  |  |
|  |                                                    |  |  |  |  |  |  |  |  |  |  |  |  |  |  |  |
|  |                                                    |  |  |  |  |  |  |  |  |  |  |  |  |  |  |  |
|  | Reine Tai Si                                       |  |  |  |  |  |  |  |  |  |  |  |  |  |  |  |
|  |                                                    |  |  |  |  |  |  |  |  |  |  |  |  |  |  |  |
|  |                                                    |  |  |  |  |  |  |  |  |  |  |  |  |  |  |  |